# Hoofdklasse cricket 2008
De hoofdklasse cricket 2008 is de hoogste cricketcompetitie in Nederland in 2008 en startte op 1 mei 2008.
Dit jaar werd, net als vorig jaar worden afgesloten met play-offs. Hierin streden de beste 4 clubs om het landskampioenschap. HCC wist deze play-offs te winnen en werd daarmee landskampioen cricket.
In 2007 degradeerde ACC en Sparta 1888 promoveerde uit de Eerste klasse, de klasse onder de hoofdklasse. In 2008 degradeerde Sparta weer, en promoveerde ACC in de Eerste klasse, ACC zal dus in 2009 weer in de hoofdklasse cricket spelen. De volgende clubs speelden in de hoofdklasse 2008:
- Amstelveen:
  - VRA
  - VVV
- Den Haag:
  - HCC
  - HBS
  - Quick Haag
- Rotterdam:
  - VOC
  - Sparta 1888
- Schiedam:
  - Excelsior '20
  - Hermes DVS
- Voorburg:
  - Voorburg CC

## Wijzigingen in het reglement
Ten opzichte van 2007 zijn de volgende twee wijzigingen in het reglement aangebracht:
- Een verregende wedstrijd geeft 1 punt. Hierdoor heeft iedereen evenveel wedstrijden gespeeld aan het einde van de competitie. Vorig jaar was de klassering gebaseerd op het aantal punten per wedstrijd, dit jaar zal dat niet meer nodig zijn.
- Wijziging in powerplay. Dit zijn extra restricties voor de fieldende partij, om het spel attractiever te maken. Voorgaande jaren was powerplay altijd in de eerste 15 overs, omdat de eerste overs defensief (dus saai) worden gespeeld. Dit jaar is de eerste powerplay in de eerste 10 overs, en de tweede en derde powerplay in 5 verschillende overs naar keuze van de aanvoerder van de fieldende partij.

## Stand
Een verregende wedstrijd geeft 1 punt (zie wijzigingen)
| Rang | Club       | Wedstrijden gespeeld | Aantal punten |
| ---- | ---------- | -------------------- | ------------- |
| 1    | Quick Haag | 18                   | 28            |
| 2    | Excelsior  | 18                   | 27            |
| 3    | HCC        | 18                   | 24            |
| 4    | VRA        | 18                   | 22            |
| 5    | Hermes DVS | 18                   | 22            |
| 6    | HBS        | 18                   | 18            |
| 7    | VOC        | 18                   | 16            |
| 8    | VCC        | 18                   | 11            |
| 9    | VVV        | 18                   | 7             |
| 10   | Sparta     | 18                   | 5             |

## Play-offs
- Halve finales, 30 augustus:
  - Quick Haag - VRA: Quick Haag wint
  - Excelsior - HCC: HCC wint

- Finale, 6 september:
  - Quick Haag - HCC: HCC wint

2007 · 2008 · 2009 · 2010 · 2011 · 2012 · 2013